# Colin Carr
Colin Carr   (Liverpool, 25 d'octubre de 1957) és un solista de violoncel anglès, músic de cambra, artista d'enregistrament i professor.

## Biografia
Carr és professor de violoncel a la Royal Academy of Music de Londres. Va ensenyar al "New England Conservatory" de Boston durant 16 anys abans d'incorporar-se a la facultat de la Royal Academy. També està afiliat a la Universitat Estatal de Nova York a Stony Brook. Carr ha guanyat nombrosos premis internacionals de prestigi, incloent el Primer Premi al Concurs de Naumburg, el Premi Memorial Gregor Piatigorsky, el Segon Premi al Concurs Internacional de Violoncel de Rostropovich i el Concurs d'artistes "Young Concert".
Carr va començar a tocar als cinc anys i va estudiar amb Maurice Gendron. També va assistir a l'escola Yehudi Menuhin. A mitjans dels anys setanta, Collin Carr estava entre un grup de violoncel·listes britànics en començament (Raphael Wallfisch, Marius May, Steven Isserlis, Robert Cohen, Alexander Baillie, Julian Lloyd Webber) que s'esforçaven per omplir el buit deixat per la terrible malaltia de la insubstituïble Jacqueline du Pré.
Anteriorment va tocar el violoncel Stradivari 'Marquis de Corberon', tocat anteriorment per Zara Nelsova i ara interpretat per Steven Isserlis, i propietat de la Royal Academy of Music. Ara toca un violoncel venecià fabricat per Matteo Goffriller. Viu amb la seva dona, Caroline, i tres fills, Clifford, Frankie i Anya, en una masia del segle XVII fora d'Oxford, Anglaterra.